# Vic Legley
Vic(tor) Legley (ur. 18 czerwca 1915 w Hazebrouck, zm. 28 listopada 1994 w Ostendzie) – belgijski kompozytor.

## Życiorys
W latach 1934–1937 studiował w konserwatorium w Brukseli, gdzie uczył się gry na altówce, muzyki kameralnej, kontrapunktu i fugi. Pobierał też prywatnie lekcje u Jeana Absila (1941). W 1943 roku zdobył 2. belgijską Prix de Rome (1943). W latach 1936–1948 grał jako skrzypek w orkiestrze radiowej. Później pracował jako redaktor działu muzycznego w radio belgijskim, propagując muzykę współczesną. Od 1949 do 1980 roku wykładał w konserwatorium w Brukseli, od 1959 roku na stanowisku profesora kompozycji. W 1950 roku został członkiem Chapelle Musicale królowej Elżbiety. Od 1965 roku był członkiem Koninklijke Vlaamse Academie voor Wetenschappen en Kunsten, w 1972 roku objął funkcję jej przewodniczącego. W 1981 roku został wybrany przewodniczącym Société belge des auteurs, compositeurs et éditeurs.
Był aktywnym uczestnikiem życia muzycznego w Belgii, działał jako publicysta muzyczny, reprezentował też kraj w jury licznych międzynarodowych konkursów i na konferencjach. Jego II Koncert skrzypcowy znalazł się jako pozycja obowiązkowa w repertuarze finału Międzynarodowego Konkursu Muzycznego im. Królowej Elżbiety Belgijskiej w 1967 roku.

## Wybrane kompozycje
(na podstawie materiałów źródłowych)

### Utwory orkiestrowe
- 6 symfonii (I 1942, II 1947, III 1953, IV 1964, V 1965, VI 1976)
- symfonia kameralna Concert à 13 (1944)
- Suite (1944)
- Music for a Greek Tragedy (1946)
- Symphonie miniature na orkiestrę kameralną (1946)
- 2 koncerty skrzypcowe (I 1947, II 1966)
- The Golden River (1948)
- Koncert fortepianowy (1952)
- Serenade na smyczki (1957)
- La Cathedrale d’acier (1958)
- Overture to a Comedy by Goldoni (1958)
- 3 Pieces na orkiestrę kameralną (1960)
- Dyptiek (1964)
- Koncert na harfę i orkiestrę (1966)
- Paradise Regained (1967)
- Prelude for a Ballet (1969)
- 3 Movements na instrumenty dęte blaszane i perkusję (1969)
- Espaces na smyczki (1970)
- Koncert altówkowy (1971)
- Before Endeavors Fade na smyczki (1977)
- Festival Overture na orkiestrę symfoniczną i zespół jazzowy (1978)
- Concertino na obój i smyczki (1982)
- Koncert wiolonczelowy (1984)
- Concert d’automne na saksofon altowy i orkiestrę (1984)
- Concerto Grosso na skrzypce, saksofon altowy i orkiestrę kameralną (1985)

### Utwory kameralne
- 5 kwartetów smyczkowych (I 1941, II 1947, III 1956, IV 1963, V 1970)
- Kwartet na 4 flety (1943)
- Sonata skrzypcowa (1943)
- Sonata altówkowa (1943)
- Sekstet na fortepian i kwintet dęty (1945)
- Sonata wiolonczelowa (1945)
- nonet Musique de midi (1948)
- Sonata klarnetowa (1952)
- Sonata na trąbkę (1953)
- Serenade na flet, skrzypce i wiolonczelę (1957)
- 5 Miniatures na 4 saksofony (1958)
- Trio na flet, altówkę i gitarę (1959)
- Kwintet dęty (1961)
- 4 Pieces na gitarę (1964)
- Kwartet fortepianowy (1973)
- Trio fortepianowe (1973)
- Trio smyczkowe (1973)
- Parades I na 4 klarnety (1977)
- Parades II na 6 saksofonów (1978)
- Parades III na 4 rogi (1981)
- Duo na skrzypce i wiolonczelę (1983)
- Suite en re na klawesyn (1986)
- 2 pieces na akordeon (1986)

### Utwory fortepianowe
- 4 sonaty (1946–1985)
- 4 Portraits (1954–1955)
- Music na 2 fortepiany (1966)
- 3 Marches (1968)
- Brindilles (1974)

### Utwory wokalno-instrumentalne
- Zeng na sopran i kwartet smyczkowy lub orkiestrę smyczkową (1965)
- Mythologie na sopran i fortepian (1973)

### Opera
- La Farce des deux nus (wyst. Antwerpia 1966)

### Balet
- Le Bal des halles (1954)